# Lithobates kauffeldi
Espèce
Synonymes
- Rana kauffeldi Feinberg, Newman, Watkins-Colwell, Schlesinger, Zarate, Curry, Shaffer & Burger, 2014

Lithobates kauffeldi est une espèce d'amphibiens de la famille des Ranidae.

## Répartition
Cette espèce est endémique de l'Est des États-Unis. Elle se rencontre au New Jersey, au Maryland, au Delaware, en Pennsylvanie et dans l'État de New York. Elle n'est apparemment plus présente au Connecticut ainsi que sur l'île de Long Island. Sa présence est incertaine au Massachusetts, dans le Sud de Rhode Island, au Maryland, en Virginie et en Caroline du Nord.

## Étymologie
Cette espèce est nommée en l'honneur de Carl F. Kauffeld.

## Publication originale
- Feinberg, Newman, Watkins-Colwell, Schlesinger, Zarate, Curry, Shaffer & Burger, 2014 : Cryptic diversity in Metropolis: confirmation of a new leopard frog species (Anura: Ranidae) from New York City and surrounding Atlantic Coast regions. PLoS, vol. 9, no 10, p. 1–15 (texte intégral).